# Junge Alternative für Deutschland
Die Junge Alternative für Deutschland (Kurzbezeichnung: JA) war von November 2015 bis zum 31. März 2025 die Jugendorganisation der Partei Alternative für Deutschland (AfD). Auf dem  AfD-Parteitag im Januar 2025 beschloss die Partei eine Trennung von der JA, welche zum 1. April 2025 wirksam werden sollte, sowie deren Ersetzung durch eine neue Organisation. Die JA beschloss auf einem Bundeskongress am 1. Februar 2025 die Selbstauflösung zum 31. März 2025. Stand März 2024 hatte die Junge Alternative für Deutschland etwa 2500 Mitglieder.
Das Bundesamt für Verfassungsschutz hatte den Verein im Januar 2019 als „Verdachtsfall“ bezeichnet, attestierte ihm eine „migrations- und insbesondere islamfeindliche Haltung“ und stufte ihn im April 2023 als „gesichert rechtsextremistisch“ ein. Ein Antrag der JA und der AfD im Eilverfahren gegen diese Einstufung scheiterte im Februar 2024 vor dem Verwaltungsgericht Köln.

## Geschichte

### Gründung und Anerkennung durch die Mutterpartei
Die Junge Alternative (JA) wurde im Juni 2013 bei ihrem ersten Bundeskongress in Darmstadt gegründet. Im Juni 2014 erkannte der Landesparteitag der AfD Nordrhein-Westfalen die Delegierten der JA erstmals an. Zum Oktober 2014 hatten auch die Landesverbände Hamburg und Saarland die JA als Jugendorganisation anerkannt. Im Verlauf des Jahres 2015 waren es insgesamt zehn Landesverbände. Auf dem vierten Parteitag im November 2015 in Hannover wurde die JA schließlich als Jugendorganisation des Bundesverbandes anerkannt.

### Richtungsstreit 2015 und Abspaltung Junge Reformer
Auf dem Bundeskongress in Bottrop setzte sich der liberal-konservative Kandidat Philipp Meyer gegen Markus Frohnmaier durch. Nach internem Streit wurde Meyer im Mai, fünf Monate nach seiner Wahl zum Bundesvorsitzenden, seiner Funktion enthoben. Meyer, der nach Angaben der Zeit als Lucke-Unterstützer galt, wurde u. a. vorgeworfen, dass er das Amtsenthebungsverfahren gegen den thüringischen Landesvorsitzenden Björn Höcke und die Gründung des Vereins Weckruf 2015, einer Plattform liberaler AfD-Mitglieder, durch seine Unterschrift unterstützt habe.
Im Juni 2015 traten 40 Mitglieder aus der Jungen Alternative aus. Darunter befanden sich auch zwei ehemalige Bundesvorsitzende.
Der erste Bundesvorsitzende Torsten Heinrich hatte nach eigener Darstellung bereits März 2014 seinen Austritt erklärt.
Bereits im Vorlauf des Essener Parteitags der AfD gab es eine Abspaltung innerhalb der Jugendorganisation. Am 28. Juni 2015 wurden die Jungen Reformer als Jugendorganisation der damaligen ALFA gegründet.

### 2016 – 2024
2016 berichtete der Spiegel, die russische Junge Garde (Molodaja Gwardija) hätte ein Bündnis mit der Jungen Alternative für Deutschland geschlossen. Dieses Bündnis dementierte die Junge Garde daraufhin sowohl auf ihrer Webpräsenz als auch in einem Interview ihres Vorsitzenden Dawydow mit der deutschsprachigen Onlinezeitung Russland.ru.
2021 empfahl die Arbeitsgruppe Verfassungsschutz der AfD dem Bundesvorstand der AfD, den Parteiausschluss des JA-Bundesvorsitzenden Marvin Neumann zu veranlassen. Neumann hatte zuvor rassistische Tweets veröffentlicht; u. a. hatte er geschrieben, dass schwarze Menschen keine Deutschen sein dürften.
Seit dem AfD-Bundesparteitag im Oktober 2022 ist die JA erstmals mit zwei Mitgliedern im AfD-Bundesvorstand vertreten.

### Trennung von der Mutterpartei und Auflösung 2025
Am 12. Januar 2025 beschloss die AfD beim Bundesparteitag in Riesa, sich von der Jungen Alternative als ihrer Jugendorganisation zu trennen und eine neue zu gründen, für die der Name Patriotische Jugend vorgeschlagen wurde. Die beschlossene Satzungsänderung trat zum 1. April 2025 in Kraft. Die JA würde ab diesem Zeitpunkt nur noch ein Verein ohne Parteibindung und damit als solcher auch anfälliger für ein mögliches Vereinsverbot sein. Auf ihrem Bundeskongress am 1. Februar im thüringischen Apolda beschloss die Junge Alternative schließlich die eigene Auflösung zum 31. März 2025. Zahlreiche Mitglieder der Jungen Alternative wurden daraufhin AfD-Mitglieder, sofern sie es noch nicht waren; in Schleswig-Holstein beispielsweise bereits 70 % am 1. April.

## Bundeskongresse
Der Bundeskongress der Jungen Alternative war das höchste Gremium der Organisation und konnte als Mitgliederversammlung oder Delegiertenversammlung durchgeführt werden.
| Nr. | Datum                | Ort             | Land                | Ereignisse |
| --- | -------------------- | --------------- | ------------------- | --- |
| 1.  | 15. Juni 2013        | Darmstadt       | Hessen              | Gründung und Wahl des Vorstandes |
| 2.  | 1./2. Februar 2014   | Fulda           | Hessen              | Neuwahl des Vorstandes, Programmatik |
| 3.  | 12./13. Januar 2015  | Bottrop         | Nordrhein-Westfalen | Neuwahl des Vorstandes, Satzungsänderungen, Programmatik, Reden von Bernd Kölmel, Bernd Lucke, Marcus Pretzell, Richtungsstreit |
| 4.  | 30./31. Mai 2015     | Okarben         | Hessen              | Neuwahl des Vorstandes mit Tritschler und Frohnmaier zwei als „Luckegegner“ geltende JA-Vertreter zu den neuen Bundesvorsitzenden gewählt. Frohnmaier war ein Erstunterzeichner der „Erfurter Resolution“, des Positionspapiers des rechtsnationalen Flügels der AfD. |
| 5.  | 16. Juli 2016        | Bingen am Rhein | Rheinland-Pfalz     | Auf dem Bundeskongress im Juli 2016 wurden Frohnmaier und Tritschler wiedergewählt. Ebenso beschloss die Junge Alternative eine Unvereinbarkeit mit der Identitären Bewegung.                                                                                         |
| 6.  | 17./18. Februar 2018 | Büdingen        | Hessen              | U. a. Neuwahl des Vorstandes. Der Bundeskongress im Februar 2018 wählte Damian Lohr zum neuen Bundesvorsitzenden der Jungen Alternative. |
| 7.  | 2./3. Juni 2018      | Seebach         | Thüringen           | Programmatik: Verabschiedung des „Deutschlandplans“ der Jungen Alternative |
| 8.  | 4. November 2018     | Barsinghausen   | Niedersachsen       | Auflösung des niedersächsischen Landesverbandes |
| 9.  | 16./17. Februar 2019 | Magdeburg       | Sachsen-Anhalt      | Neuwahl des Vorstandes, Satzungsänderungen, Programmatik |
| 10. | 17./18. April 2021   | Volkmarsen      | Hessen              | Neuwahl des Vorstandes |
| 11. | 16. Oktober 2022     | Apolda          | Thüringen           | Neuwahl des Vorstandes, Satzungsänderungen, Programmatik |
| 12. | 1./2. Februar 2025   | Apolda          | Thüringen           | Auflösung des Vereins |

## Mitglieder
Mitglied konnte man ab 14 und bis zum 36. Lebensjahr werden, wobei Funktionsträger auch über die Altersgrenze hinaus erst mit dem Ende ihrer Amtszeit aus der JA ausschieden. Eine gleichzeitige Mitgliedschaft in der AfD war nicht erforderlich. Im Gegenzug dazu waren Mitglieder der AfD, die jünger als 36 Jahre alt waren, nicht auch automatisch Mitglied der Jungen Alternative. Mitglieder des Bundesvorstands der JA mussten zwingend auch Mitglied der AfD sein.
Die Junge Alternative hatte im Januar 2016 über 1.000 Mitglieder, davon waren ungefähr 90 Prozent gleichzeitig Mitglied in der Alternative für Deutschland. Im Juni 2018 hatte die JA rund 1.800 Mitglieder, nach eigenen Angaben waren 70 Prozent davon auch in der AfD. Laut dem Sozialwissenschaftler Alexander Häusler rekrutierte die Junge Alternative ihren Anhang bis 2015 aus dem burschenschaftlichen Milieu und Vertretern der Neuen Rechten.

## Politische Positionen
Häusler sah die JA als Befürworterin einer rechtspopulistischen Richtung, die als „Brückenkopf“ der Partei zur Neuen Rechten fungiert. Wie andere Jugendorganisationen versuchte sie, die Position der Mutterpartei zuzuspitzen. Laut dem Sozialwissenschaftler David Bebnowski (Göttinger Institut für Demokratieforschung) stellt sich die Jugendorganisation als „antifeministische Kraft dar“. Entgegen dem Entschluss auf dem Bundeskongress 2016 kam es auf lokaler Ebene wiederholt zur Zusammenarbeit mit der rechtsextremen Identitären Bewegung.
Gemäß Anna-Lena Herkenhoff fielen Mitglieder der Jungen Alternative „immer wieder durch öffentliche Äußerungen auf, die an extrem rechte Diskurse ausgesprochen anschlussfähig sind.“ Die Soziologin führte Äußerungen von Markus Frohnmaier und Robert Wasiliew an, die exemplarisch zeigen würden, wie „die JA einen gängigen rechten, rassistischen Diskurs“ bediene und dabei einem „für die extreme Rechte typischen öffentlichkeitsstrategischen Vorgehen“ folgen würde. Ob die Junge Alternative auch „als Gesamtverband Affinitäten zu rechtspopulistischen oder extrem rechten Positionen hat“, stellt für Martin Langebach jedoch noch ein „Forschungsdesiderat“ dar.
„Offensiver als die Mutterpartei“ setzte sich die Junge Alternative nach Einschätzung von Häusler „für Kontakte zu anderen rechtspopulistischen Parteien in Europa ein.“ So organisierte die JA beispielsweise 2014 eine parteiintern umstrittene Veranstaltung mit Nigel Farage, dem Parteichef der britischen UK Independence Party. Darüber hinaus hätten Frohnmaier und Tritschler auch „[f]rüher als die führenden Funktionäre ihrer Mutterpartei […] den direkten Kontakt zur FPÖ“ gesucht und unterhielten mittlerweile auch Kontakte mit der Jungen SVP sowie den Jugendorganisationen der Wahren Finnen und von Einiges Russland.
Im Sommer 2014 bewarb die JA in einer Kampagne auf Facebook Selbstjustiz als „die neue Polizei“.
Im Mai 2019 kritisierte David Eckert, Vorsitzender der JA Berlin, die Klimawandelleugnung der Mutterpartei: Die AfD solle „von der schwer nachvollziehbaren Aussage Abstand nehmen, der Mensch würde das Klima nicht beeinflussen“. Daraufhin traten mehrere Mitglieder des Landesvorstandes zurück und machten so das Gremium arbeitsunfähig.
Im Oktober 2022 forderte Rüdiger Lucassen die atomare Bewaffnung Deutschlands und folgte damit einem Beschluss der Jungen Alternative.

## Kooperationen und Vernetzung
Die Junge Alternative für Deutschland kooperierte partiell mit anderen, nicht parteipolitisch gebundenen rechten Gruppen. Formale Kooperationen der Organisation waren dabei eher selten. Die Soziologin Anna Lena Herkenhoff wies jedoch darauf hin, dass es „viele personelle Überschneidungen mit rechten Burschenschaften und der Identitären Bewegung gibt.“ Eine Reihe von JA-Aktiven war ebenfalls Mitglied in neurechten oder rechtsextremen Organisationen, andere waren lose mit solchen Gruppen assoziiert. 2016 traf die Junge Alternative einen formalen Unvereinbarkeitsbeschluss zur Identitären Bewegung. Beobachter wiesen jedoch darauf hin, dass sich die JA formal zwar abgrenzte, weil die Identitäre Bewegung vom Bundesverfassungsschutz beobachtet wird, jedoch nicht aufgrund inhaltlicher Unvereinbarkeiten.
Jörg Sobolewski, ehemaliges Vorstandsmitglied der Jungen Alternative Berlin und bis 2018 stellvertretender Sprecher im Bundesverband, ist Mitglied der Berliner Burschenschaft Gothia und war 2016 Sprecher der Deutschen Burschenschaft. Heute arbeitet er für den AfD-Bundestagsabgeordneten Stephan Protschka aus Bayern.
Auch gab es Ansätze für Kooperationen in das bürgerliche Lager. Die JA-Baden-Württemberg unter deren Landesvorsitzende Markus Frohnmaier traf sich 2016 mit Vertretern der Jungen Union in Baden-Württemberg, um Gemeinsamkeiten auszuloten und über eine Kooperation nach der Landtagswahl 2016 nachzudenken.

## Bewertung durch Verfassungsschutzbehörden
Die Junge Alternative für Deutschland wurde durch das Bundesamt für Verfassungsschutz und die Verfassungsschutzbehörden der Länder Bremen, Niedersachsen, Baden-Württemberg, Berlin, Hessen und Nordrhein-Westfalen als „Verdachtsfall“ als eine extremistische Bestrebung eingestuft und beobachtet. Die Behörden verstehen darunter Gruppen, die nicht eindeutig extremistisch sind, bei denen aber hinreichend gewichtige „tatsächliche Anhaltspunkte“ für einen solchen Verdacht vorliegen. In Bayern existiert die Zwischenstufe des Verdachtsfalls nicht, so dass die JA dort als erwiesen extremistische Bestrebung beobachtet wurde.
Zunächst hatten die Innenressorts von Bremen und Niedersachsen am 3. September 2018 zeitgleich bekannt gegeben, dass sie die dortigen Landesverbände der JA durch ihren Verfassungsschutzbehörden beobachten lassen. Der Bremer Innensenator Ulrich Mäurer (SPD) begründete dies mit einer Nähe zur bereits beobachteten „Identitären Bewegung“ sowie rassistischen Beiträgen in den sozialen Medien. Sein niedersächsischer Amtskollege Boris Pistorius (SPD) gab als Grund ebenfalls „ideologische und personelle Überschneidungen“ zur „Identitären Bewegung“ sowie eine „repressive, autoritäre und antipluralistische Zielsetzung, die sich gegen die freiheitliche demokratische Grundordnung“ richte, an. Die JA selbst löste den Landesverband Niedersachsen daraufhin am 4. November 2018 bei einem Bundeskongress in Barsinghausen auf.
Am 15. November 2018 wurde öffentlich, dass seit einigen Tagen auch der Landesverband Baden-Württemberg durch den dortigen Verfassungsschutz beobachtet wird. Das Bundesamt für Verfassungsschutz folgte am 15. Januar 2019, an dem es Einstufung des Bundesverbandes als Prüffall bekannt gab. Der bayerische Verfassungsschutz erklärte die JA am 22. Januar 2019 zum Beobachtungsobjekt, der Verfassungsschutz Berlin tat dies wie auch das Landesamt für Verfassungsschutz Hessen im März 2019.
Gegen die Beobachtung ihrer Jugendorganisation und des „Flügels“ und die Einordnung beider als Verdachtsfälle durch das BfV hat die AfD im Januar 2020 eine Klage vor dem Verwaltungsgericht Köln eingereicht. Mit Urteil vom 8. März 2022 wies das Verwaltungsgericht die Klage ab. Das Oberverwaltungsgericht für das Land Nordrhein-Westfalen wies die dagegen eingelegte Berufung durch Urteil vom 13. Mai 2024 ab. Diese Entscheidung wurde am 20. Mai 2025 rechtskräftig, als das Bundesverwaltungsgericht die Beschwerde gegen die Nichtzulassung der Revision zurückwies. 
Im Verfassungsschutzbericht 2019 wurde im Juli 2020 die JA als Verdachtsfall genannt.
Der aufgelöste Landesverband Niedersachsen wurde am 25. April 2021 neu gegründet.
Nachdem in einem Eintrag bei Twitter und Instagram der JA Baden-Württemberg vom November 2022 von „Heuschrecken aus der Hochfinanz […], die unser Land Stück für Stück ausbluten lassen“, die Rede war, schrieb der baden-württembergische Verfassungsschutz, diese Chiffre deute „auf ein antisemitisch geprägtes, verschwörungstheoretisches Weltbild hin“.
Seit dem 26. April 2023 wurde die JA durch das Bundesamt für Verfassungsschutz nicht mehr nur als Verdachtsfall, sondern als „gesichert rechtsextremistisch“ eingestuft. Die Positionen der Jungen Alternative waren laut Verfassungsschutz nicht mit dem Grundgesetz vereinbar. Es bestünden keine Zweifel mehr, dass sie verfassungsfeindliche Bestrebungen verfolge. Im Juni erzwang die AfD dazu ein Eilverfahren vor dem Verwaltungsgericht Köln, woraufhin der Verfassungsschutz, dem die Partei einen „Eingriff in den demokratischen Wettbewerb kurz vor anstehenden Landtagswahlen“ zu einem Zeitpunkt, zu dem sich die Partei in einem Umfragehoch befinde, vorwarf, entsprechende Pressemeldungen von seiner Website entfernte. Aufgrund des laufenden Verfahrens wollte das Amt sich nicht näher äußern, um dem Gericht eine sachgerechte Prüfung der Sach- und Rechtslage zu ermöglichen. Mit Beschluss vom 5. Februar 2024 lehnte das Verwaltungsgericht Köln den Antrag ab und entschied damit, dass das Bundesamt für Verfassungsschutz den Bundesverband der Jungen Alternative (JA) als „gesichert extremistische Bestrebung“ einstufen dürfe. Die tatsächlichen Anhaltspunkte für verfassungsfeindliche Bestrebungen hätten sich seit der letzten Entscheidung des Gerichts zur JA im Rahmen einer summarischen Prüfung zur Gewissheit verdichtet.
Seit April 2023 stuft das Landesamt für Verfassungsschutz Sachsen die Junge Alternative Sachsen als „gesichert rechtsextremistisch“ ein. Auch der Verfassungsschutz Mecklenburg-Vorpommern teilt seit Juni 2023 die Einschätzung des Bundesamts für Verfassungsschutz und stuft die Junge Alternative Mecklenburg-Vorpommern als eine „gesichert rechtsextremistische Bestrebung“ ein. In Sachsen-Anhalt vollzog der dortige Verfassungsschutz diesen Schritt im Mai 2023: Seitdem beobachtet es die Junge Alternative Sachsen-Anhalt und führt sie als eine „gesichert rechtsextremistische Bestrebung“.
Am 12. Juli 2023 teilten der Innenminister und der Verfassungsschutz Brandenburg mit, dass der Verfassungsschutz die Junge Alternative Brandenburg als „gesichert rechtsextremistische Bestrebung“ eingestuft habe.
Der Landesverband Thüringen wurde vom dortigen Verfassungsschutz am 28. März 2024 als „gesichert rechtsextrem“ eingestuft.
| Landesverband          | Einstufung                            |
| ---------------------- | ------------------------------------- |
| Baden-Württemberg      | „Verdachtsfall“ (Juli 2022)           |
| Bayern                 | –                                     |
| Berlin                 | –                                     |
| Brandenburg            | „gesichert rechtsextrem“ (Juli 2023)  |
| Bremen                 | „Verdachtsfall“ (September 2018)      |
| Hamburg                | –                                     |
| Hessen                 | „Verdachtsfall“ (März 2019)           |
| Mecklenburg-Vorpommern | „gesichert rechtsextrem“ (Juni 2023)  |
| Niedersachsen          | „Verdachtsfall“ (September 2018)      |
| Nordrhein-Westfalen    | „Verdachtsfall“ (Dezember 2022)       |
| Rheinland-Pfalz        | –                                     |
| Saarland               | –                                     |
| Sachsen                | „gesichert rechtsextrem“ (April 2023) |
| Sachsen-Anhalt         | „gesichert rechtsextrem“ (Mai 2023)   |
| Schleswig-Holstein     | –                                     |
| Thüringen              | „gesichert rechtsextrem“ (März 2024)  |
| Bundesverband          | „Verdachtsfall“ (Januar 2019)         |

Zum Zeitpunkt der Auflösung wurden fünf Landesverbände durch Verfassungsschutzbehörden als „gesichert rechtsextrem“ eingestuft, weitere fünf Landesverbände sowie der Bundesverband galten als sogenannte Verdachtsfälle und bei sechs Landesverbänden existierte keine Einstufung durch die jeweils zuständige Landesverfassungsschutzbehörde.

## Bundesvorsitzende
- 2013–2014: Torsten Heinrich, ausgetreten
- 2014–2015: Philipp Ritz, ausgetreten
- 2015: Philipp Meyer, ausgetreten
- 2015–2018: Sven Tritschler (ausgeschieden durch Erreichen der Altersgrenze) und Markus Frohnmaier (ausgetreten)
- 2018–2021: Damian Lohr
- April – Mai 2021: Marvin T. Neumann, ausgeschieden durch Rücktritt
- 2021–2022: Carlo Clemens
- 2022–2025: Hannes Gnauck

## Kontroversen
Der stellvertretende Bundesvorsitzende Benjamin Nolte, der auf dem zweiten Bundeskongress im Februar 2014 in Fulda gewählt wurde, trat bereits wenig später (Ende März 2014) zurück, nachdem bekannt geworden war, dass er Alter Herr in der Burschenschaft Danubia München ist, deren Aktivitas seit 2001 vom bayerischen Verfassungsschutz beobachtet wird.
Eine Junge-Alternative-Gruppe in Sachsen-Anhalt teilte in sozialen Medien Bilder mit der Unterschrift „Höckejugend“. Die Bezeichnung, die offenbar an die Hitlerjugend angelehnt ist, wurde wenig später entfernt. Es handelte sich bei dieser Bezeichnung laut dem stellvertretenden JA-Bundesvorsitzenden um eine „ironische Überspitzung“.
Der im April 2021 als einer von zwei Bundesvorsitzenden gewählte Marvin Neumann trat im Mai 2021 aus der Partei aus und gab damit auch sein Amt bei der Jungen Alternative auf. Er hatte sich in einem Beitrag in sozialen Netzwerken positiv über das chinesische Staats- und Gesellschaftsmodell geäußert und in anderen Beiträgen ein biologistisches Staatsvolkverständnis erkennen lassen. Dem Parteiausschluss durch den AfD-Bundesvorstand kam er durch Austritt zuvor. Im Jahr 2022 wurde mit Hannes Gnauck eine Person Bundesvorsitzender, die vom Militärischen Abschirmdienst (MAD) als Extremist eingestuft worden war.

## Landesverbände
|                        | Landesverband          | Gründung    | Letzte Vorsitzende                   |
| ---------------------- | ---------------------- | ----------- | ------------------------------------ |
| Baden-Württemberg      | Baden-Württemberg      | 2014        | Sander Perón                         |
| Bayern                 | Bayern                 | 2014        | Franz Schmid                         |
| Berlin                 | Berlin                 | 2014        | Martin Kohler                        |
| Brandenburg            | Brandenburg            | 2014        | Franz Dusatko, Anna Leisten          |
| Bremen                 | Bremen                 | 2016        | vakant                               |
| Hamburg                | Hamburg                | 2014        | Michael Schumann                     |
| Hessen                 | Hessen                 | 2014        | Jochen K. Roos                       |
| Mecklenburg-Vorpommern | Mecklenburg-Vorpommern | 2015        | Alexander Tschich                    |
| Niedersachsen          | Niedersachsen          | 2013/2021 a | Adrian Maxhuni                       |
| Nordrhein-Westfalen    | Nordrhein-Westfalen    | 2014        | Patrick Heinz                        |
| Rheinland-Pfalz        | Rheinland-Pfalz        | 2013        | Marcel Philipps                      |
| Saarland               | Saarland               | 2015        | Nicolas Benyoucef                    |
| Sachsen                | Sachsen                | 2013        | Lennard Scharpe                      |
| Sachsen-Anhalt         | Sachsen-Anhalt         | 2015        | Christian Mertens                    |
| Schleswig-Holstein     | Schleswig-Holstein     | 2014        | Leif Kulina                          |
| Thüringen              | Thüringen              | 2014        | Eric Engelhardt, Carolin Lichtenheld |